# Tiếng Chu Ru
Tiếng Chu Ru (Chru) là một ngôn ngữ thuộc nhóm Chăm được nói bởi người Chu Ru ở mạn nam tỉnh Lâm Đồng (đặc biệt là ở huyện Đơn Dương) và ở tỉnh Bình Thuận.
Giống như các ngôn ngữ Chăm khác được sử dụng ở Việt Nam (Chăm, Jarai, Rade và Roglai), việc sử dụng tiếng Chru đang giảm dần vì người bản ngữ thường nói song song với tiếng Việt, và tiếng Việt được sử dụng cho hầu hết các môi trường văn phòng hoặc công cộng, như trường học.

## Âm vị học

### Phụ âm
Bảng sau liệt kê các phụ âm của tiếng Chu Ru.
|          |           | Đôi môi | Đầu lưỡi | Vòm-chân răng | Ngạc mềm | âm thanh hầu |
| -------- | --------- | ------- | -------- | ------------- | -------- | ------------ |
| Tắc      | vô thanh  | [p]     | [t]      | [tɕ]          | [k]      | [ʔ]          |
| Tắc      | hữu thanh | [b]     | [d]      | [dʑ]          | [ɡ]      |              |
| Xát      | Xát       |         |          | [ɕ]           |          | [h]          |
| Mũi      | Mũi       | [m]     | [n]      | [ɲ]           | [ŋ]      |              |
| Tiếp cận | Tiếp cận  | [w]     |          | [j]           |          |              |

Có cả các phụ âm bật hơi [ph], [th], [kh], nhưng những phụ âm này về cơ bản là cụm âm tắc + [h]. Ví dụ, từ phaː ("đáp máy bay") có thể phát sinh danh từ pənhaː ("máy bay") với trung tố -n-

### Nguyên âm
Các nguyên âm được đưa ra trong bảng sau. Mọi nguyên âm trừ [eː, o, oː] đều có dạng mũi hoá.
|          | trước   | giữa    | sau     |
| -------- | ------- | ------- | ------- |
| mở       | [i, iː] |         | [u, uː] |
| nửa mở   | [eː][a] | [ə, əː] | [o, oː] |
| nửa đóng | [ɛ, ɛː] |         | [ɔ, ɔː] |
| đóng     | [a, aː] | [a, aː] | [a, aː] |

a  Nguyên âm  [eː] luôn theo sau bởi [ŋ].

### Ngữ âm
Các từ bao gồm tối đa hai tiền âm tiết và một âm tiết chính. Ví dụ như pətərbləʔ ("lật lại"). Nguyên âm trong các tiền âm tiết luôn luôn là [ə] theo sau là một phụ âm và [a] nếu theo sau là một nguyên âm.

## Ngữ pháp

### Cú pháp
Giống như nhiều ngôn ngữ khác của Đông Nam Á, gồm cả tiếng Việt, tiếng Chu Ru là ngôn ngữ phân tích và không có phân biệt về cách, giống, số hay thì. Về loại hình, điều này cho thấy kết quả của sự tiếp xúc ngôn ngữ lâu dài, vì nó mang nhiều nét tương tự với các ngôn ngữ Mon-Khmer (nhiều từ đơn âm tiết, đặc điểm hình thái học nghèo nàn) hơn các ngôn ngữ Nam Đảo thường thấy (nhiều từ vựng đa âm tiết, đa dạng hơn về hình thái) (Grant 2005). Nó có thứ tự từ chủ-động-tân (SVO).

### Phủ định
Tiếng Chu Ru đặt từ phủ định trước động từ, 'buh /ʔbuh/ trong câu tường thuật thông thường:
kơu 'buh mưnhũm alak
Tôi TPĐ uống rượu
'Tôi không uống rượu.' (Chru LL 3)
Có thể thêm một tiểu từ phủ định cuối mệnh đề là ou, nhất là trong câu có câu hỏi đuôi và câu trả lời phủ định cho câu hỏi:
Du phơn ni nhũ làn lam ia 'buh ơu?
Như thứ này sẽ tan trong nước TPĐ
'Nhưng thứ này sẽ tan trong nước, nhỉ/phải không?'
Lăm klơu Aràng hu Aràng sêi prong rơlau rêi?
Trong thánh thần có ai to hơn ai không?
'Bu ơu: Klơu Aràng ring gơu.
Không đâu: Thánh thần ngang nhau cả.